# 그녀의 사생활
《그녀의 사생활》은 2019년 4월 10일부터 2019년 5월 30일까지 방영된 tvN 수목 드라마이다.

## 줄거리
미술관에선 능력 좋은 큐레이터지만 알고 보면 아이돌 덕후인 성덕미가 까칠한 상사 라이언을 만나며 벌어지는 본격 덕질 로맨스를 그린 드라마.

## 등장 인물

### 주요 인물
- 박민영 : 성덕미 역 (아역 박소이, 방윤하, 안루아) - 33세. 채움미술관 수석 큐레이터. 차시안바라기. 시나길(시안은 나의 길)의 홈마. 근호와 영숙의 딸.
- 김재욱 : 라이언 골드 / 허윤제 역 (아역 최고) - 33세. 채움미술관 신입관장. 덕미의 연인. 은영(이솔작가)의 아들. 시안의 이복형.

### 성덕미의 주변 인물
- 안보현 : 남은기 역 (아역 양희원, 김수현, 임재하) - 33세. 덕미의 소꿉친구. 최강 유도체육관 관장
- 정제원 : 차시안 역 - 23세. 그룹 '화이트오션'의 멤버. 덕미의 최애 아이돌. 라이언 골드(허윤제)의 이복동생
- 김보라 : 신디(김효진) 역 - 차시안의 홈마. 엄소혜 전임관장의 딸. 채움미술관 인턴
- 박진주 : 이선주 역 - 33세. 카페 '코코모코'의 사장. 덕미의 절친, 덕미와 은기의 고등학교 동창. 시.나.길 공동 운영자
- 김미경 : 고영숙 역 - 50대. 덕미의 어머니. 은기의 제2의 어머니
- 맹상훈 : 성근호 역 - 60대. 덕미의 아버지. 영숙의 남편

### 라이언 골드의 주변 인물
- 홍서영 : 최다인 역 - 31세. 미디어 아티스트
- 김선영 : 엄소혜 역 - 40대. 채움미술관 전임 관장, 신디(김효진)의 어머니.
- 서예화 : 유경아 역 - 20대 후반. 해외 유학파 큐레이터
- 정원창 : 김유섭 역 - 20대 후반. 채움미술관의 아르바이트생

### 그 외 인물
- 임지규 : 강승민 역 - 30대. 선주의 남편. 시사 프로 PD
- 유용민 : 주혁 역 - 20대. 카페 '코코모코'의 알바생
- 박명신 : 남세연 역 - 50대. 은기의 어머니. 미술 잡지 모먼트 편집장
- 이일화 : 공은영 역 - 50대. 라이언 골드(허윤제)와 시안의 어머니. 이솔 작가.
- 정시율 : 강건우 역 - 7세. 선주와 승민의 아들
- 김은우 : 박 실장 역 - 40대. 시안의 매니저
- 김창회 : 김 비서 역 - 소혜의 비서 역
- 오소현 : 시안의 팬 역 - 닉네임 '시안의여분통장'
- 신연미 : 안경 쓴 시안의 팬 역 - 닉네임 '삶의희망시안뿐'
- 최나무 : 시안의 팬 역 - 닉네임 '내마음속시안'
- 정예빈
- 이채경 : 최은혜 역 - 작가
- 김지나
- 신치영
- 윤여학
- 서진원
- 곽나연
- 김미혜
- 김주영
- 이선영
- 박진영
- 이호열
- 박성인 : 꿈속에서 덕미에게 수갑 채우는 경찰 역
- 최설 : 꿈속에서 덕미에게 수갑 채우는 경찰 역
- 김채원
- 이진혁
- 최재섭 : 상상 속 덕미를 부검하는 부검의 역
- 문학진 : 상상 속 덕미를 부검하는 부검의 역
- 안현빈 : 채움미술관 폭행 사건의 담당 경찰 역
- 박소유 : 고등학생 시절 은기를 좋아하는 여학생 역
- 박정은 : 덕미와 차시안의 스캔들 찌라시를 퍼트리는 여자 역
- 이성빈 : 고등학생 시절 은기네 반 반장 역
- 남승우 : 고등학생 시절 은기의 친구 역
- 허선생
- 여무영
- 최정현
- 박진영
- 이다인
- 함혜영
- 장대성
- 임가영 : 차시안의 스캔들 때문에 화난 차시안의 팬 역
- 양혜리 : 차시안의 스캔들 때문에 화난 차시안의 팬 역
- 황채은 : 차시안의 스캔들 때문에 화난 차시안의 팬 역
- 김동하 : 민호 역 - 아빠를 잃어버린 아이
- 구다송 : 차시안의 차로 뛰어든 차시안의 팬 역
- 장대웅
- 서상원 : 노석 역 - 소설가, 윤태화의 친구
- 전성훈
- 정예녹 : 채움미술관에서 차시안에게 사진 찍어 달라는 여자 역
- 이유진
- 나순상
- 박상우
- 허선행 : 채움미술관 경비원 역
- 강학수 : 가구 공방 직원 역
- 송현진
- 주아연
- 김시은 : 덕미에게 고민을 얘기하는 시나길의 회원 역 - 닉네임 '샨오빵'
- 조한아름 : 덕미에게 고민을 얘기하는 시나길의 회원 역 - 닉네임 '시안공주'
- 오재윤
- 김여경
- 오상원
- 김오복 : 바텐더 역
- 이효비 : 라이언골드의 얼굴을 그려준 아이 역
- 한창민 : 덕미의 얼굴을 그려야 하니 움직이지 말라고 얘기하는 아이 역
- 최서연
- 김동규
- 유준후 : 성덕수 역 - 덕미의 남동생
- 노시홍
- 현영균
- 주연아

### 특별출연
- 김호창 : 라이언골드의 담당 주치의 역
- 인투잇 : 그룹 '화이트오션' 역
- 김영옥 : 근호 모 역 - 덕미의 할머니
- 황효은 : '라떼'라는 닉네임을 가진 시나길의 신규 회원 역
- 정수영 : 점술가 역
- 박슬기 : 차시안의 팬 사인회 진행자 역
- 이한위 : 김무산 역

## 촬영지
- 소마미술관
- 롯데호텔서울
- 비도가사진관
- 카페리아
- 써밋갤러리
- 서울어린이대공원
- 양재천
- 선농테라스

## 시청률
최저 시청률과 최고 시청률은 시청률 조사회사와 지역별로 시청률에 차이가 있을 수 있습니다.
| 2019년      | 2019년      | 2019년                                  | 2019년         | 2019년       | 2019년         |
| 회차        | 방송일      | 부제                                    | AGB 시청률     | AGB 시청률   | TNmS 시청률    |
| 회차        | 방송일      | 부제                                    | 대한민국(전국) | 서울(수도권) | 대한민국(전국) |
| ----------- | ----------- | --------------------------------------- | -------------- | ------------ | -------------- |
| 제1회       | 4월 10일    | 덕을 아십니까?                          | 2.661%         | 3.572%       | 3.4%           |
| 제2회       | 4월 11일    | 미안하다 일코한다                       | 2.410%         | 2.921%       | 3.5%           |
| 제3회       | 4월 17일    | 상도덕을 지킵시다                       | 2.432%         | 2.576%       | 3.2%           |
| 제4회       | 4월 18일    | 내 새끼를 지킵니다 피의 쉴드            | 2.347%         | 2.600%       | 3.1%           |
| 제5회       | 4월 24일    | 덕후의 눈에는 꿀이 흐른다               | 2.539%         | 3.079%       | 3.1%           |
| 제6회       | 4월 25일    | 덕통사고 다발구간 입니다.               | 2.675%         | 3.392%       | 3.0%           |
| 제7회       | 5월 1일     | 덕후는 연애운을 끌어다 덕질을 하지      | 2.716%         | 3.364%       | 3.2%           |
| 제8회       | 5월 2일     | 파도가 바다의 일이라면 망상은 덕후의 일 | 2.808%         | 3.246%       | 3.6%           |
| 제9회       | 5월 8일     | 입덕은 요란하게, 탈덕은 티안나게        | 3.085%         | 3.381%       | 3.8%           |
| 제10회      | 5월 9일     | 이미 선택된 마음입니다                  | 2.730%         | 3.243%       | 3.4%           |
| 제11회      | 5월 15일    | 현실에 맞아본 적 있나요?                | 2.697%         | 3.250%       | 3.8%           |
| 제12회      | 5월 16일    | 당신의 팬이라는 건 당신의 편이라는 것   | 2.793%         | 3.587%       | 3.6%           |
| 제13회      | 5월 22일    | 언제나 함께 당신이 혼자 있는 순간에도   | 2.655%         | 3.008%       | 3.3%           |
| 제14회      | 5월 23일    | 내 어두운 마음에 뜬 별 하나             | 2.735%         | 2.888%       | 3.5%           |
| 제15회      | 5월 29일    | You are my home                         | 2.474%         | 2.618%       | 3.5%           |
| 제16회      | 5월 30일    | 지금 덕질하고 있습니까?                 | 2.864%         | 3.441%       | 3.3%           |
| 평균 시청률 | 평균 시청률 | 평균 시청률                             | 2.663%         | 3.135%       | 3.4%           |

## 같이 보기
- 대한민국의 텔레비전 드라마 목록 (ㄱ)
- 2019년 대한민국의 텔레비전 드라마 목록